# مایکل پارکس
مایکل پارکس (انگلیسی: Michael Parks؛ زادهٔ ۴ آوریل ۱۹۳۸) یک هنرپیشه، تهیه‌کننده، و خواننده اهل ایالات متحده آمریکا بود.
از فیلم‌ها یا برنامه‌های تلویزیونی که وی در آن نقش داشته‌است می‌توان به آرگو، بیل را بکش بخش ۱، از گرگ و میش تا سحر،کتاب آفرینش٬ ترور جسی جیمز به وسیله رابرت فورد بزدل، جنگوی آزادشده، بیل را بکش بخش ۲، ضد مرگ، کانتری سخت، اتفاق، جولیان پو، نیاگارا، نیاگارا و فریب‌کار اشاره کرد.

## درگذشت
مایکل پارکس در ۱۱ مه ۲۰۱۷ در سن ۷۷سالگی درگذشت.